# 1913 UECF 코파 델 레이 결승전
1913 UECF 코파 델 레이 결승전(스페인어: La Final de la Copa del Rey de 1913 de UECF)은 스페인의 컵대회인 코파 델 레이의 11번째(비공식) 결승전이다. 결승전은 1, 2차전 방식으로 바르셀로나 라 인두스트리아에서 1913년 3월 16일과 17일에 진행되었다. 1차전을 2-2, 2차전을 0-0으로 비긴 후, 양 선수단은 그 다음 주에 재경기를 펼쳐서 승자를 가렸다.

## 본경기 상세 정보

### 1차전
| 레알 소시에다드                     | 2–2 | 바르셀로나                          |
| ----------------------------------- | --- | ----------------------------------- |
| 도밍고 아리야가 · 후안 아르톨라 89′ |     | 로마 폰스 · 아폴리나리오 로드리게스 |

| 레알 소시에다드:     |
|                      |
| 라몬 아네치노        |
| 호세 베라온도 (주장) |
| 마리아노 아라테      |
| 아루티               |
| 알베르토 마침바레나  |
| 바란디아란           |
| 후안 아르톨라        |
| 도밍고 아리야가      |
| 에우세비오 레투리아  |
| 알폰소 세나          |
| 호세 미논도          |

| 바르셀로나:              |
|                          |
| 루이스 레녜              |
| 이리사르                 |
| 마누엘 아메차수라 (주장) |
| 카스테혼                 |
| 알프레도 마사나          |
| 보리                     |
| 로마 폰스                |
| 오예르                   |
| 베르디에                 |
| 아폴리나리오 로드리게스  |
| 엔리케 페리스            |

### 2차전
| 바르셀로나 | 0–0 | 레알 소시에다드 |
| ---------- | --- | --------------- |
|            |     |                 |

| 바르셀로나:              |               |
|                          |               |
| 루이스 레녜              |               |
| 이리사르                 | 교체로 나옴   |
| 마누엘 아메차수라 (주장) |               |
| 카스테혼                 |               |
| 알프레도 마사나          |               |
| 보리                     |               |
| 로마 폰스                |               |
| 오예르                   |               |
| 파울리노 알칸타라        |               |
| 아폴리나리오 로드리게스  |               |
| 엔리케 페리스            |               |
| 교체 선수:               |               |
| 베론도                   | 교체로 들어감 |

| 레알 소시에다드:     |               |
|                      |               |
| 아구스틴 에이사기레  |               |
| 호세 베라온도 (주장) |               |
| 마리아노 아라테      |               |
| 아루티               |               |
| 알베르토 마침바레나  |               |
| 에우세비오 레투리아  |               |
| 후안 아르톨라        |               |
| 도밍고 아리야가      | 교체로 나옴   |
| R. 페르난데스        |               |
| 알폰소 세나          |               |
| 호세 미논도          |               |
| 교체 선수:           |               |
| 프란시스코 라라냐가  | 교체로 들어감 |

## 재경기 상세 정보
| 바르셀로나                         | 2–1 | 레알 소시에다드    |
| ---------------------------------- | --- | ------------------ |
| 베르디에 · 아폴리나리오 로드리게스 |     | E. 레솔라 (페널티) |

| 바르셀로나:              |               |
|                          |               |
| 루이스 레녜              |               |
| 이리사르                 |               |
| 마누엘 아메차수라 (주장) |               |
| 카스테혼                 |               |
| 알프레도 마사나          |               |
| 보리                     |               |
| 로마 폰스                |               |
| 오예르                   | 교체로 나옴   |
| 베르디에                 |               |
| 아폴리나리오 로드리게스  |               |
| 엔리케 페리스            |               |
| 교체 선수:               |               |
| 파울리노 알칸타라        | 교체로 들어감 |

| 레알 소시에다드:    |
|                     |
| 아구스틴 에이사기레 |
| 에기아              |
| 마리아노 아라테     |
| 아루티              |
| 알베르토 마침바레나 |
| 에우세비오 레투리아 |
| 후안 아르톨라       |
| 도밍고 아리야가     |
| E. 레솔라           |
| 알폰소 세나 (주장)  |
| 호세 미논도         |

## 같이 보기
- 1910 UECF 코파 델 레이 결승전
- 1913 FEF 코파 델 레이 결승전